# Ostdeutsche Eisenbahn

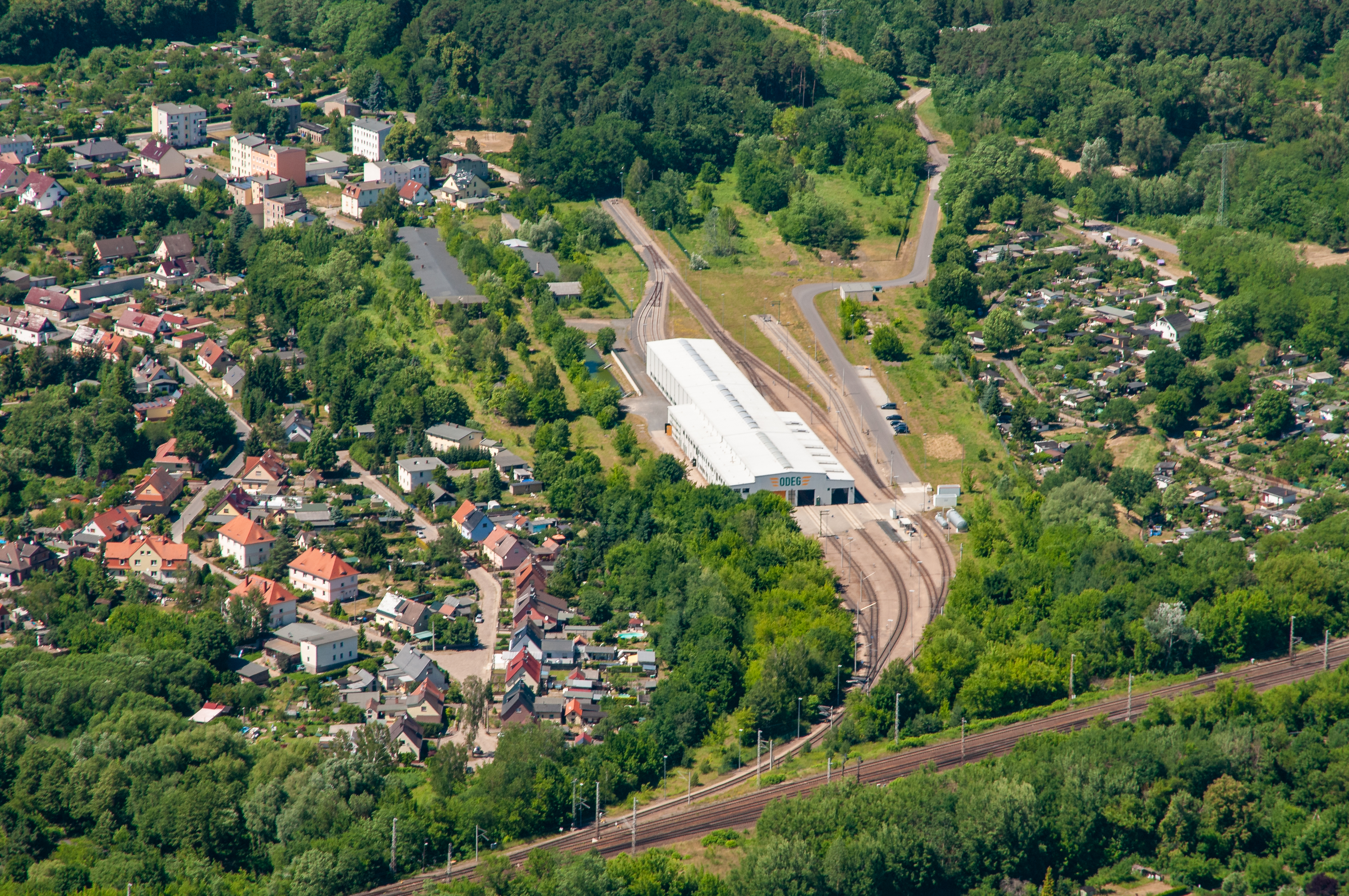
Wartungshalle der ODEG in Eberswalde Kupferhammer

Die Ostdeutsche Eisenbahn GmbH (ODEG) ist ein im Juni 2002 gegründetes Gemeinschaftsunternehmen zu jeweils 50 % der Netinera Move GmbH (ehem. Prignitzer Eisenbahn, Teil der Netinera-Gruppe) und der BeNEX. Sie betreibt Personenverkehr auf 17 Eisenbahnlinien in Berlin/Brandenburg, Mecklenburg-Vorpommern, Sachsen-Anhalt sowie Sachsen, darunter sind auch vier Regionalexpress-Linien.
Die ODEG war Mitglied im Tarifverband der Bundeseigenen und Nichtbundeseigenen Eisenbahnen in Deutschland (TBNE).

## Das Unternehmen
Die ODEG beschäftigt insgesamt fast 1.000 Mitarbeiter und leistet etwa 20,2 Millionen Zugkilometer pro Jahr. Ein Teil der Mitarbeiter ist seit 2005 in Eberswalde im neu erbauten Betriebswerk der hundertprozentigen Tochtergesellschaft Ostdeutsche Instandhaltungsgesellschaft mbH (ODIG) beschäftigt, wo die anfallenden Reparaturen und Reinigungsarbeiten an den Triebwagen durchgeführt werden.

## Regionalverkehr

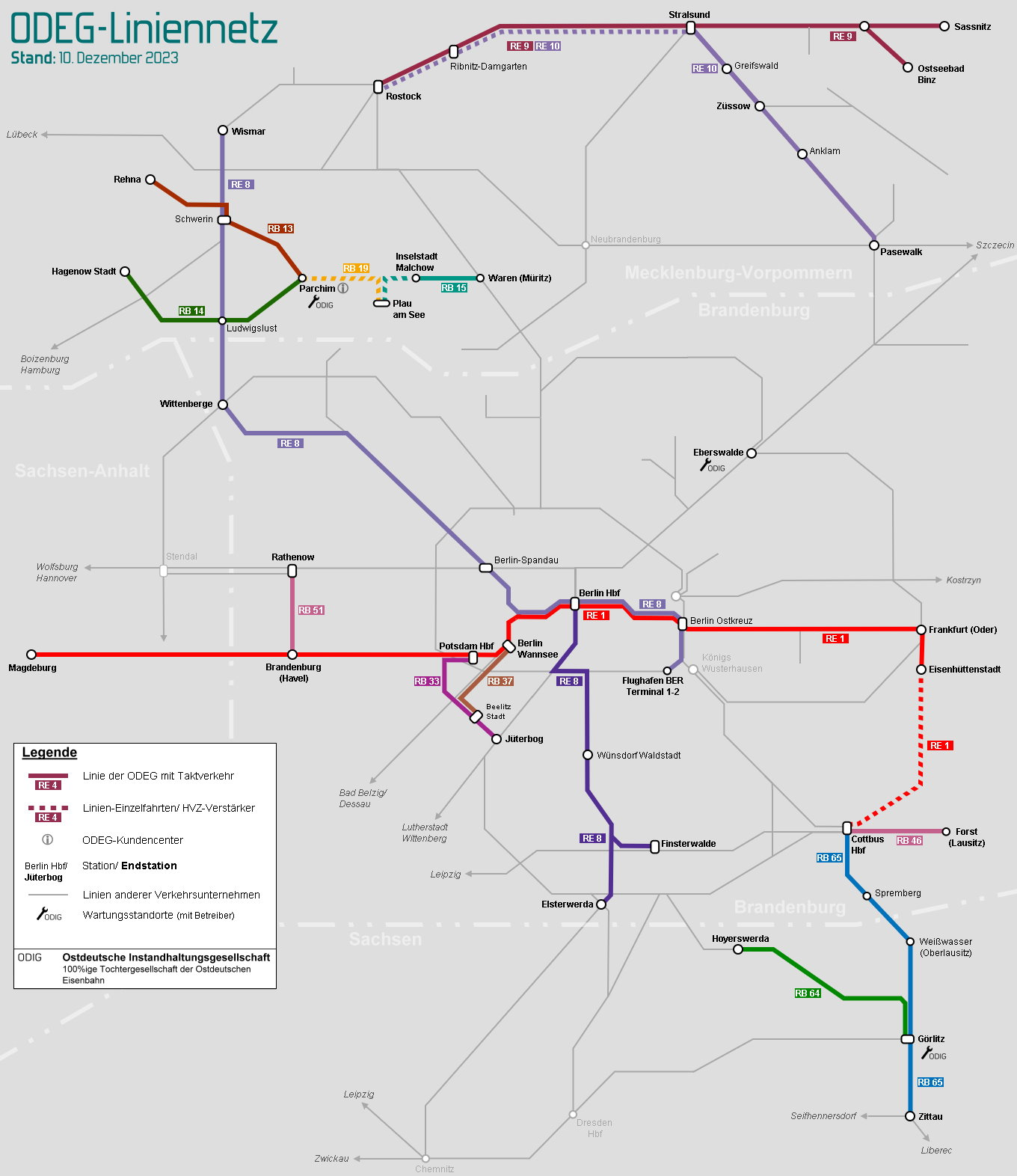
ODEG-Netzplan

Die ersten von der ODEG betriebenen Linien waren zwei Linien in Südmecklenburg, von Hagenow über Ludwigslust, Parchim, Waren (Müritz) nach Neustrelitz, sowie von Neustrelitz nach Mirow. Im Jahre 2004 beteiligte sich die ODEG an einer Ausschreibung von RE-Leistungen in Mecklenburg-Vorpommern, die jedoch der Konkurrent DB Regio gewann. Im selben Jahr übernahm die ODEG einige Linien im Osten Brandenburgs.
Die ODEG erbrachte 2006/07 4,85 % der Verkehrsleistungen im Land Brandenburg.
Die ODEG ging aus einem gemeinsamen Vergabeverfahren des Verkehrsverbundes Oberlausitz-Niederschlesien (VON) und des Verkehrsverbundes Berlin-Brandenburg (VBB) als Gewinner für Verkehrsleistungen ab Dezember 2008 im Spree-Neiße-Netz hervor.
Im Jahr 2009 ging ODEG als Gewinner der Lose 2 und 4 aus der 2008 eingeleiteten Ausschreibung „Netz Stadtbahn“ des VBB hervor. Dazu gehörten mit dem RE 2 Cottbus – Berlin – Wittenberge – Wismar und dem RE4 Rathenow – Berlin – Ludwigsfelde – Jüterbog zwei Hauptlinien, die vorher von DB Regio betrieben wurden. Zum Netz gehören auch die RB33, RB35 und RB51, wo die ODEG bereits Ende 2011 den Betrieb aufnahm.
Zum 9. Dezember 2012 wurde der Verkehr auf der Strecke R6 von Neustrelitz nach Mirow vom Land Mecklenburg-Vorpommern abbestellt.
Seit dem 15. Dezember 2013 fährt die ODEG auf der vorher von ihrem Konkurrenten Ostseeland Verkehr GmbH (OLA) gefahrenen Strecke Rehna – Schwerin – Parchim. Zum Einsatz kommen hier die bisher bekannten Fahrzeuge vom Typ Regioshuttle sowie einige bisher nicht im ODEG-Pool vorhandene Talent-Triebwagen.
Zum Fahrplanwechsel im Dezember 2014 wurden die RB25, RB36, RB60, RB63 aus dem ehemaligen Ostbrandenburg-Netz sowie die RB35 und RB63V durch die Niederbarnimer Eisenbahn übernommen. Die bis dahin existente Linie RB60 von Berlin-Lichtenberg nach Frankfurt (Oder) wird zwischen Berlin und Eberswalde als neu eingerichtete RB24 von DB Regio, zwischen Eberswalde und Frankfurt (Oder) als RB60 gefahren.
Im Juli 2014 wurde bekannt gegeben, dass die ODEG ab Dezember 2015 für drei Jahre den Betrieb auf der Linie RB34 von Rathenow nach Stendal übernehmen soll. Eingesetzt wurden Stadler GTW und der Regio-Shuttle, der bis dahin auf der Strecke nach Bad Saarow fuhr (650.739).
Am 19. November 2015 gab der Verkehrsverbund Berlin-Brandenburg bekannt, dass die ODEG den Zuschlag im Verfahren um die Neuausschreibung des „Spree-Neiße“-Netzes erhalten soll. Sie betreibt damit die in der Lausitz liegenden Linie RB46 und OE 65 über 2018 hinaus bis zum Dezember 2030. Die Leistungen auf der OE 64 und OE 60V wurden im neuen Vertrag nicht vergeben. Eine Zukunft der OE 64 ist damit offen, die OE 60V soll in das Netz „Ostsachsen“ integriert werden. Am 31. März 2017 gab der ZVON bekannt, die Leistungen der OE 64 weiter bestellen zu wollen. Die Leistungen sind im Netz Spree-Neiße optional vorgesehen worden, sodass die ODEG diese Leistungen ab dann übernehmen wird.
Die Verkehrsgesellschaft Mecklenburg-Vorpommern vergab das Teilnetz Ostseeküste-Ost im Rahmen einer Notmaßnahme für eine Dauer von zwei Jahren ab Dezember 2019 an die ODEG. Dieses umfasst die RE-Linien 9 und 10 von Rostock über Stralsund nach Sassnitz, Binz bzw. Züssow. Gegen die Vergabe reichte der bisherige Betreiber DB Regio einen Nachprüfungsantrag bei der zuständigen Vergabekammer ein, das OLG Rostock beurteilte die Vergabe jedoch für rechtmäßig.
Die Verkehrsgesellschaft Mecklenburg-Vorpommern vergab im Zuge einer Zubestellung im Netz Westmecklenburg Leistungen der Linien RB15 und RB16 ab Dezember 2021 an die ODEG. Die Züge auf der Linie RB16 werden dabei weiterhin von der Hanseatischen Eisenbahn GmbH im Auftrag der ODEG gefahren.

### Aktuelle Linien
Im Auftrag der SPNV-Aufgabenträger betreibt die ODEG seit dem 15. Dezember 2024 folgende Linien:
| Linie | KBS      | Zuglauf | Vertragslaufzeit              | Fahrzeuge                                                                                          |
| ----- | -------- | --- | ----------------------------- | -------------------------------------------------------------------------------------------------- |
| RE 1  | 201      | Magdeburg – Brandenburg – Potsdam – Berlin – Frankfurt (Oder) – Eisenhüttenstadt – Cottbus Brandenburg – Potsdam – Berlin – Frankfurt (Oder) | Dezember 2022 – Dezember 2034 | Desiro HC vier- (Tagesrandzeit) und sechsteilig & Desiro HC achtteilig (Doppeltraktion Vierteiler) |
| RE 8  | 208      | Wismar – Schwerin – Wittenberge – Nauen – Berlin – Flughafen BER                                                                             | Dezember 2022 – Dezember 2025 | Desiro HC (vierteilig) / Stadler KISS                                                              |
| RE 8  |          | Berlin – Baruth – Elsterwerda / Finsterwalde                                                                                                 | Dezember 2022 – Dezember 2025 | KISS                                                                                               |
| RE 9  | 190      | Rostock – Ribnitz-Damgarten – Velgast – Stralsund – Bergen – Lietzow – Sassnitz / Ostseebad Binz                                             | Dezember 2021 – Dezember 2034 | Desiro ML / Desiro HC                                                                              |
| RE 10 | 190, 203 | Rostock – Ribnitz-Damgarten – Velgast – Stralsund – Greifswald – Züssow – Pasewalk                                                           | Dezember 2021 – Dezember 2034 | Desiro ML                                                                                          |
| RB 13 | 152      | Rehna – Gadebusch – Schwerin – Crivitz – Parchim                                                                                             | Dezember 2019 – Dezember 2025 | Regioshuttle                                                                                       |
| RB 14 | 172      | Hagenow Stadt – Ludwigslust – Parchim | Dezember 2019 – Dezember 2025 | Regioshuttle                                                                                       |
| RB 15 |          | Waren (Müritz) – Inselstadt Malchow (– Karow (Meckl) – Plau am See)                                                                          | Dezember 2019 – Dezember 2025 | Regioshuttle                                                                                       |
| RB 16 |          | Neustrelitz – Mirow (HANS fährt im Auftrag der ODEG)                                                                                         | Dezember 2021 – Dezember 2025 | LVT/S                                                                                              |
| RB 17 |          | Wismar – Schwerin – Ludwigslust | Dezember 2024 – Dezember 2034 | Desiro HC (vierteilig) / Stadler KISS                                                              |
| RB 18 |          | Schwerin – Bad Kleinen (– Bützow – Rostock)                                                                                                  | Dezember 2024 – Dezember 2027 | Desiro HC (vierteilig) / Stadler KISS                                                              |
| RB 19 | 174      | Parchim – Lübz – Karow (Meckl) – Plau am See (Saisonverkehr Mai – August)                                                                    | Mai 2020 – August 2025        | Regioshuttle                                                                                       |
| RB 33 | 209.33   | Potsdam – Caputh-Geltow – Beelitz Stadt – Treuenbrietzen – Jüterbog                                                                          | Dezember 2022 – Dezember 2034 | Lint 54, GTW 2/6                                                                                   |
| RB 37 |          | Berlin-Wannsee – Michendorf – Beelitz Stadt                                                                                                  | Dezember 2022 – Dezember 2034 | Lint 54                                                                                            |
| RB 46 | 209.46   | Cottbus – Forst | Dezember 2018 – Dezember 2030 | Desiro                                                                                             |
| RB 51 | 209.51   | Rathenow – Pritzerbe – Brandenburg | Dezember 2022 – Dezember 2034 | Lint 54, GTW 2/6                                                                                   |
| RB 64 | 229      | Görlitz – Niesky – Hoyerswerda | Dezember 2018 – Dezember 2030 | Regioshuttle                                                                                       |
| RB 65 | 220      | Cottbus – Görlitz – Zittau | Dezember 2018 – Dezember 2030 | Desiro                                                                                             |

### Zukunft
Diese Linien werden künftig von der ODEG betrieben:
| Linie | Zuglauf                                                                 | Vertragslaufzeit              | Fahrzeuge (geplant)                   |
| ----- | ----------------------------------------------------------------------- | ----------------------------- | ------------------------------------- |
| RE 8  | Wismar – Schwerin – Wittenberge – Nauen – Berlin – Baruth – Elsterwerda | Dezember 2025 – Dezember 2034 | Desiro HC (vierteilig) / Stadler KISS |
| RE 8V | Nauen – Berlin – Wünsdorf-Waldstadt                                     | Dezember 2025 – Dezember 2034 | Desiro HC (vierteilig) / Stadler KISS |

### Ehemalige Linien
| Linie  | Streckenabschnitt                                                              | Bedienungszeitraum            | Bemerkungen                                                                                                 |
| ------ | ------------------------------------------------------------------------------ | ----------------------------- | --- |
| RE 2   | Wismar – Schwerin – Wittenberge – Nauen – Berlin – Lübben – Lübbenau – Cottbus | Dezember 2012 – Dezember 2022 | Betreiberwechsel durch DB Regio                                                                             |
| RE 4   | (Stendal –) Rathenow – Berlin – Ludwigsfelde – Jüterbog                        | Dezember 2012 – Dezember 2022 | Betreiberwechsel durch DB Regio                                                                             |
| R 3    | Parchim – Karow (Meckl) – Inselstadt Malchow                                   | Dezember 2002 – Dezember 2014 | Abbestellung durch Land Mecklenburg-Vorpommern bzw. Betreiberwechsel durch HANS                             |
| R 3    | Waren (Müritz) – Inselstadt Malchow                                            | Dezember 2002 – Dezember 2014 | Betreiberwechsel durch DB Regio                                                                             |
| R 3    | Neustrelitz – Waren (Müritz)                                                   | Dezember 2002 – Dezember 2014 | Abbestellung durch Land Mecklenburg-Vorpommern                                                              |
| R 6    | Neustrelitz – Mirow                                                            | Dezember 2002 – Dezember 2012 | Abbestellung durch Land Mecklenburg-Vorpommern bzw. Betreiberwechsel durch HANS                             |
| RB 25  | Berlin-Lichtenberg – Ahrensfelde – Werneuchen                                  | Dezember 2004 – Dezember 2014 | Betreiberwechsel durch NEB                                                                                  |
| RB 25  | Werneuchen – Tiefensee                                                         | Dezember 2004 – Dezember 2006 | Abbestellung durch Land Brandenburg                                                                         |
| RB 34  | Stendal – Schönhausen – Rathenow                                               | Dezember 2015 – Dezember 2018 | Betreiberwechsel durch HANS                                                                                 |
| RB 35  | Fürstenwalde (Spree) – Bad Saarow Klinikum                                     | Dezember 2007 – Dezember 2014 | Betreiberwechsel durch NEB                                                                                  |
| RB 36  | Berlin-Lichtenberg – Beeskow – Frankfurt (Oder)                                | Dezember 2004 – Dezember 2014 | Betreiberwechsel durch NEB                                                                                  |
| RB 41  | Lübben – Lübbenau – Cottbus                                                    | Dezember 2018 – Dezember 2020 | Abbestellung durch Land Brandenburg, Ersatz durch SEV                                                       |
| RB 60  | Berlin-Lichtenberg – Eberswalde – Frankfurt (Oder)                             | Dezember 2004 – Dezember 2014 | Betreiberwechsel durch (DB: Berlin-Lichtenberg – Eberswalde) und durch (NEB: Eberswalde – Frankfurt (Oder)) |
| RB 60V | Görlitz – Bautzen – Bischofswerda                                              | Dezember 2008 – Dezember 2019 | Betreiberwechsel durch Trilex                                                                               |
| RB 63  | Eberswalde – Joachimsthal                                                      | Dezember 2004 – Dezember 2014 | Betreiberwechsel durch NEB                                                                                  |
| RB 63  | Joachimsthal – Templin                                                         | Dezember 2004 – Dezember 2006 | Abbestellung durch Land Brandenburg                                                                         |
| RB 63V | Eberswalde – Prenzlau                                                          | Januar 2011 – Dezember 2014   | Betreiberwechsel durch NEB                                                                                  |

## Fahrzeuge

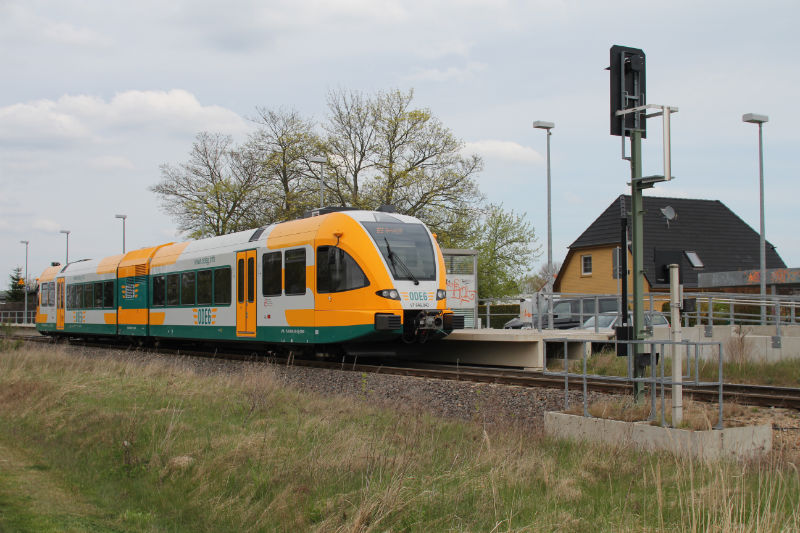
Stadler GTW auf der Linie RB 51

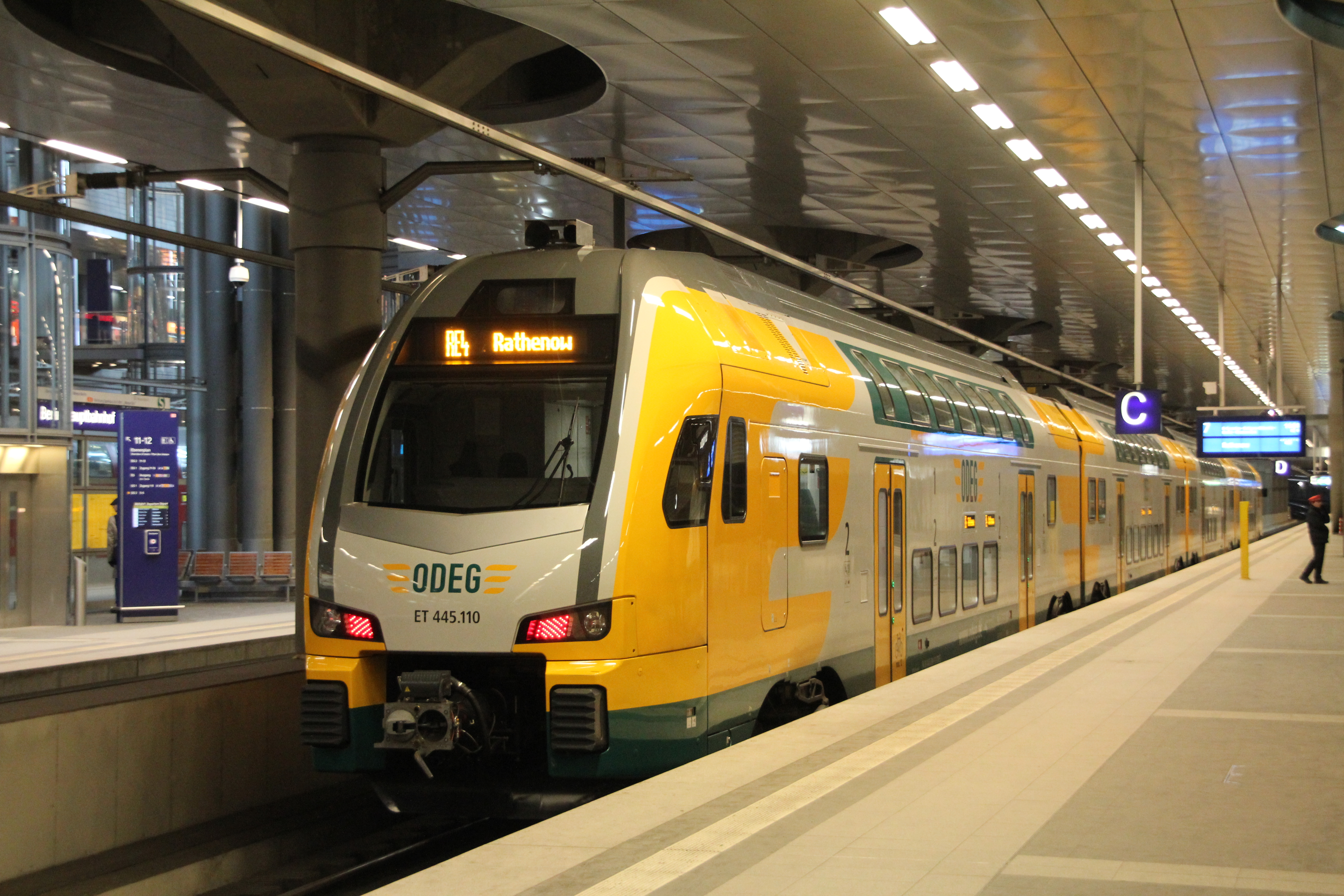
Stadler KISS am Berliner Hauptbahnhof (Tief)

### Aktuelle Fahrzeuge
Die ODEG setzt seit ihrer Gründung Fahrzeuge des Typs Regio-Shuttle (RS1) ein. Auf den mecklenburgischen Strecken sind derzeit sieben Triebwagen (VT 650.86 bis 92) unterwegs. Für die Expansion des Unternehmens in Brandenburg wurden weitere 25 Fahrzeuge (VT 650.58 bis 82) bestellt. Alle Fahrzeuge wurden bei Stadler in Berlin-Wilhelmsruh gebaut und werden über die Muttergesellschaften Netinera bzw. BeNEX zur Verfügung gestellt. Die Brandenburger Fahrzeuge sind in Berlin-Lichtenberg, Beeskow und Eberswalde stationiert.
Zwei Fahrzeuge (VT 650.71 und 72) wurden nach der Abbestellung von Strecken durch den Verkehrsverbund Berlin-Brandenburg im Dezember 2006 nach Lichtenfels (Bay) überführt, wo sie für die (Halb-)Schwester Vogtlandbahn einige Dienste übernahmen. Ein Fahrzeug wurde zwischenzeitlich wieder zurücküberführt, da es für den Ende 2007 aufgenommenen Verkehr zwischen Fürstenwalde/Spree und Bad Saarow-Pieskow benötigt wird.
Für den Betrieb des Lausitz-Netzes hat die ODEG im Jahr 2007 drei neue Fahrzeuge vom Typ Regio-Shuttle (VT 650.83 bis VT 650.85) bei Stadler bestellt. Die Auslieferung erfolgte Anfang Mai 2009. Bei Siemens Transportation Systems hat die Muttergesellschaft BeNEX für 16 Millionen Euro sechs neue Fahrzeuge des Typs Desiro bestellt. Außerdem wurden zwei Brandenburger RS1 nach Görlitz umbeheimatet.
Für das ab Ende 2011 bzw. 2012 zu bedienende Streckennetz in Berlin-Brandenburg hatte die ODEG Ende Dezember 2009 einen Großauftrag über die Lieferung von 16 vierteiligen Doppelstocktriebwagen vom Typ Stadler KISS, einem Regioshuttle sowie sechs zweiteiligen Gelenktriebwagen bei Stadler Pankow positioniert. Jedoch gab es bei der Auslieferung der Züge des Typs Stadler KISS Zulassungsprobleme, sodass diese nicht wie geplant Ende 2012 auf den Regional-Express-Linien eingesetzt werden konnten. Die ersten vier KISS-Triebzüge wurden erstmals im Januar 2013 auf der Linie RE 4 eingesetzt, im Mai 2013 konnte die ODEG den Verkehr mit eigenen Fahrzeugen allein bewältigen. Auf der Linie RE 2 verkehrten zunächst Doppelstockwagen der DB AG, auf der Linie RE 4 wurden in den ersten Wochen nach Betriebsübernahme Wagen des Typs City-Shuttle und Bm-Wagen von EuroExpress eingesetzt. Um die Fahrzeiten zu halten, wurden die Verkehrshalte an den RE-2-Stationen Breddin (alle zwei Stunden) und Brand (Morgen- und Abendstunden) mehrere Monate lang eingeschränkt.
Der 16. und letzte KISS (0445 115) wurde am 16. Juli ausgeliefert und am 17. August zum „Tag der offenen Tore“ auf den Namen Eberswalde getauft.
Im Jahr 2020 erhielt die ODEG sieben Triebwagen der Baureihe 4746 (Typ Desiro ML) von Siemens Mobility. Diese stammen aus einer gemeinsamen Beschaffung mit den Österreichischen Bundesbahnen. Um die RE-Linien 9 und 10 östlich von Rostock bereits ab Dezember 2019 betreiben zu können, mietete die ODEG im Gegenzug sechs Triebwagen ÖBB 4746 bis Ende März 2020 an. Die dreiteiligen Triebzüge wurden 2021 um einen vierten Wagen erweitert, der auch ein 1.-Klasse-Abteil enthält. Die Fahrzeuge sind von Alpha-Trains geleast.

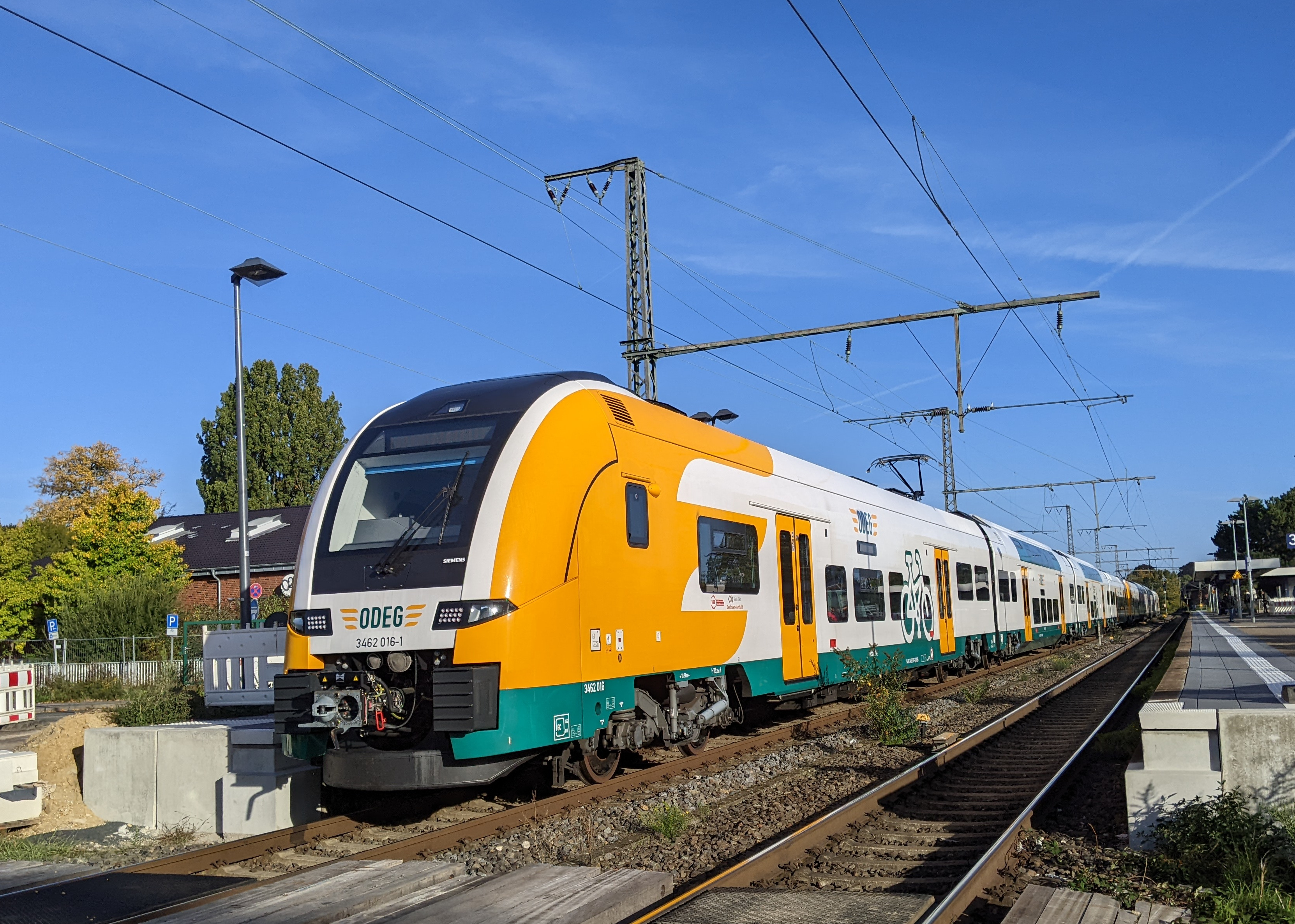
Siemens Desiro HC der ODEG in Rheydt Hauptbahnhof

Für den Betrieb ab Dezember 2022 auf den Losen 1 und 4 des Elbe-Spree-Netzes wurden insgesamt 37 Triebzüge bei Siemens bestellt. Bei den Fahrzeugen handelt es sich um vier- und sechsteilige Triebwagen des Typs Desiro HC. Die beiden Endwagen sind hierbei angetrieben und führen in der Mitte zwei bis vier Doppelstockwagen mit sich. Bis Dezember 2022 konnte die Erweiterung der sechsteiligen Desiro HC zu je zwei vierteiligen Desiro HC beauftragt werden. Im Frühjahr 2021 zog der VBB teilweise die Option und ließ sechs sechsteilige Desiro HC in zwölf vierteilige Einheiten umbauen. Damit erhielt die ODEG insgesamt 15 sechs- und 14 vierteilige Züge.
Auf den nicht elektrifizierten Strecken werden seit Februar 2023 acht neue Alstom Coradia Lint 54 eingesetzt, welche die etwa 10 Jahre alten Stadler GTW ersetzen.
Des Weiteren werden die 16 Bestandfahrzeuge vom Typ Stadler KISS seit Mitte 2022 modernisiert. Hierbei wird die erste Klasse von einem der beiden Triebwagen in einen Mittelwagen versetzt und optisch der ersten Klasse vom Desiro HC angepasst. Außerdem werden die Innenräume und Toiletten aufgefrischt und der Außenlack erneuert.
Die Stadler GTW wurden zum 6. Juni 2023 aus dem Bestand verabschiedet und sollen den Fahrzeugbestand bei erixx Holstein verstärken.
Am 12. Juli 2023 wurden die neuen Triebwagen vom Typ Coradia Lint 54 wegen technischer Mängel und Störungen an den Klimaanlagen abgestellt. Als Ersatz sind die Stadler GTW zurückgekehrt.

### Übersicht
| Hersteller       | Typ              | Baureihenbezeichnung | Anzahl                   |
| ---------------- | ---------------- | -------------------- | ------------------------ |
| Stadler          | Regioshuttle RS1 | 650                  | 14                       |
| Siemens          | Desiro Classic   | 642                  | 6                        |
| Stadler          | KISS             | 445                  | 16                       |
| Siemens Mobility | Desiro ML        | 4746                 | 7                        |
| Siemens Mobility | Desiro HC        | 3462                 | 14 4-Teiler; 15 6-Teiler |
| Alstom           | Lint 54          | 1622                 | 8                        |
| Stadler          | GTW 2/6          | 646                  | 6                        |
| Stand: 2025      |                  |                      |                          |

## Ostdeutsche Instandhaltungsgesellschaft
Die 2005 gegründete Ostdeutsche Instandhaltungsgesellschaft (ODIG) ist eine hundertprozentige Tochtergesellschaft der Ostdeutschen Eisenbahn GmbH. Sie betreibt Betriebsstandorte in Eberswalde (seit 2005), Parchim (seit 2002) und Görlitz (seit 2008 im ehemaligen Bahnbetriebswerk). In diesen werden die Fahrzeuge der ODEG gereinigt, betankt und unterhalten. 2011 wurde die zweigleisige Wartungshalle in Eberswalde von 42 auf 151 Meter verlängert, um auch die vierteiligen KISS-Doppelstocktriebwagen unterhalten zu können. In Görlitz werden auch die Trilex-Fahrzeuge unterhalten.